# IC 1540
IC 1540 — галактика типу SBb (компактна витягнута галактика) у сузір'ї Андромеда.
Цей об'єкт міститься в оригінальній редакції індексного каталогу.